# Frederick Vine
Fryderyk John Vine (ur. 17 czerwca 1939 w Londynie, zm. 21 czerwca 2024 w Norwich) – brytyjski geolog i geofizyk, profesor na University of East Anglia, badacz spreadingu w grzbietach oceanicznych, który wniósł znaczący wkład do teorii tektoniki płyt.

## Życiorys
Urodził się w Londynie, gdzie uczył się w Latymer Upper School (Londyn zachodni). Licencjat w dziedzinie nauk przyrodniczych (1962) oraz doktorat w dziedzinie geofizyki morza (1965) uzyskał w St John’s College na Uniwersytecie Cambridge; promotorem pracy był Drummond Matthews. W latach 1967–1970 pracował, jako geolog i geofizyk, w Princeton University na stanowisku adiunkta, a w latach 1970–1977 ponownie w University of East Anglia (Norwich, School of Environmental Sciences, SEA), jako wykładowca, a następnie profesor i Professorial Fellow. W latach 1977–1980 i 1993–1998 był dziekanem SEA.

## Badania naukowe
Jest znany przede wszystkim jako współtwórca teorii tektoniki płyt, potwierdzającej hipotezę Alfreda Wegenera, dotyczącą wędrówki kontynentów (1912). Pierwszą próbę wyjaśnienia mechanizmu wędrówki, połączonej z rozrastaniem się dna oceanów, przedstawił w roku 1929 Sir Arthur Holmes, który po raz pierwszy opisał proces konwekcji w płaszczu Ziemi. Model ulepszył w roku 1960 Harry Hess (1906–1969) z Princeton University. Model został wkrótce uzupełniony przez J. Tuzo Wilsona i doświadczalnie potwierdzony przez L.R. Sykesa – sejsmologa z Columbia University. Frederick Vine i Drummond Matthews jednoznacznie potwierdzili zjawisko rozrastania się dna oceanicznego, korzystając z nowej techniki badawczej – magnetometrii bazaltów skorupy oceanicznej. Stwierdzili istnienie naprzemianległych pasów skał o namagnesowaniu zgodnym z dzisiejszym położeniem biegunów i przeciwnym (dodatnie i ujemne anomalie magnetyczne, związane z kolejnymi przebiegunowaniami Ziemi), stosunkowo symetrycznie rozmieszczonych po obu stronach grzbietu śródoceanicznego. Wyniki opublikowano w roku 1963. Były początkowo interpretowane w oparciu o orientacyjne założenie, że szybkość spreadingu była stała w całym okresie powstawania płyty. Na tej podstawie oszacowano przybliżony wiek skał w różnych odległościach od grzbietu. 
Wyniki oszacowań zweryfikowano w późniejszym czasie, korzystając z nowej geologicznej skali czasu, opracowanej przez Allana Coxa. Podstawą tej skali były przede wszystkim wyniki badań wielowarstwowych pokryw law bazaltowych na lądach, wykonywane magnetometrycznie i z użyciem zegara potasowo-argonowego (bezpośrednie oznaczenia wieku próbek). Zastosowanie tej nowej skali czasu pozwoliło ustalić wiek kolejnych „pasów Vine'a” i wyznaczyć rzeczywiste tempo rozrastania się dna.
Poza problemami tektoniki i magnetyzmu płyt Vine prowadzi m.in. badania innych fizycznych właściwości skał, badania dotyczące ofiolitów, analizy zasobów energii.

## Publikacje (wybór)
W Digital Library for Physics and Astronomy wymieniono m.in.:
- Vine, F. J.; Tuzo Wilson, J., Magnetic Anomalies over a Young Oceanic Ridge off Vancouver Island, Science, vol. 150 nr 3695, ss. 485–489 (1965)
- Vine, F. J.; Matthews, D. H., Magnetic Anomalies Over Oceanic Ridges, Nature, vol. 199 nr 4897, ss. 947–949 (1963)
- Vine, F. J., Spreading of the Ocean Floor: New Evidence, Science, vol. 154 nr 3755, ss. 1405–1415 (1966)
- Cann, J. R.; Vine, F. J., An Area on the Crest of the Carlsberg Ridge: Petrology and Magnetic Survey, Philosophical Transactions for the Royal Society of London. Series A, Mathematical and Physical Sciences, Volume 259, Issue 1099, pp. 198–217 (1966)
- Vine, F. J., The Geophysical Year, Nature, vol. 227 nr 5262, ss. 1013–1017 (1970)
- Moores, E. M.; Vine, F. J., The Troodos Massif, Cyprus and other Ophiolites as Oceanic Crust: Evaluation and Implications, Philosophical Transactions for the Royal Society of London. Series A, Mathematical and Physical Sciences, vol. 268 nr 1192, pp. 443–467 (1971)
- Vine, F. J. Geology on the Move, Nature, vol. 237 nr 5352, ss. 240 (1972)
- Livermore, R. A.; Smith, A. G.; Vine, F. J., Late Palaeozoic to early Mesozoic evolution of Pangaea, Nature, vol. 322 nr 6075, ss. 162–165 (1986)
- Vine, F. J., John Tuzo Wilson (1908–1993), Nature, vol. 363 nr 6428, ss. 400 (1993)
- Vine, F. J., The continental drift debate, Nature, vol. 266 nr 5597, ss. 19–22 (1977)
- Vine, F. J., Geology of the Mediterranean basins and margins, Nature, 274 (5670), s. 518 (1978)
- Vine, F. J.; Smith, A. G., Introduction, Philosophical Transactions of the Royal Society of London, Series A, Mathematical and Physical Sciences, vol. 300 nr 1454, ss. 219–222 (1981)
- F.J. Vine Reversals of fortune, Nature vol. 302, ss. 765–766 (28 April 1983)

## Odznaczenia i nagrody
Za osiągnięcia naukowe otrzymał m.in.:
- Chapman Medal od Królewskiego Towarzystwa Astronomicznego (Royal Astronomical Society, RAS),
- Appleton Medal and Prize od Institute of Physics,
- Hughes Medal od Royal Society,
- Balzan Prize od International Balzan Prize Foundation.